# جوزف ایمز
جوزف سویتمن ایمز(۳ ژوئیه ۱۸۶۴ – ۲۴ ژوئن ۱۹۴۳) فیزیکدان، استاد دانشگاه جان هاپکینز، استاد ممتاز دانشگاه از ۱۹۲۶ تا ۱۹۲۹ و رئیس همین دانشگاه از ۱۹۲۹ تا ۱۹۳۵ بود. از او به عنوان یکی از اعضای مؤسس کمیته ملی مشاوره هوانوردی که پیش از ناسا به مدت کوتاهی مشابه آن ایجاد شده بود(NACA یا ناکا، اولین ناسا) و رئیس قدیمی آن (۱۹۱۹ تا ۱۹۳۹) یاد می‌شود. مرکز تحقیقات ایمز ناسا به نام او نامگذاری شده است. او در سال ۱۹۱۱ به عضویت آکادمی هنر و علوم آمریکا انتخاب شد. او در سال ۱۹۳۵ مدال طلای لانگلی را از مؤسسه اسمیتسونین دریافت کرد. ایمز همچنین دستیار سردبیر مجله فیزیک هوانوردی و معاون سردبیر مجله علوم آمریکایی بود. سردبیر مجموعه خاطرات علمی؛ و ویراستار خاطرات یوزف فون فراون‌هوفر در مورد طیف منشوری و پراش (۱۸۹۸).

## زندگی کاری
جوزف سویتمن ایمز در ۳ ژوئیه ۱۸۶۴ در شهر کچک منچستر ایالت ورمونت به دنیا آمد. ایمز پسر جورج لافام ایمز و الیزابت (بیکن) ایمز و از نوادگان خانواده‌های ایمز و بیکن در کنتیکت بود. خانواده او زمانی که او پسر جوانی بود به مینه سوتا نقل مکان کردند و او در مدرسه شاتاک حضور یافت، جایی که او علاقه خاصی به ریاضیات نشان داد. هنگامی که در سال ۱۸۸۳ به عنوان دانشجوی سال اول به دانشگاه جانز هاپکینز رسید، یک وابستگی مادام العمر به آنجا به مدت شصت سال را آغاز کرد، با تنها یک سال وقفه پس از فارغ‌التحصیلی در سال ۱۸۸۶ (برنامه درسی دوره کارشناسی در آن زمان سه سال بود). پس از سفر به اروپا و شرکت در سخنرانی‌های هلمهولتز در دانشگاه برلین، او در سال ۱۸۸۷ به هاپکینز بازگشت تا زیر نظر هنری آ. رولند فیزیک بخواند. او دکترای خود را در سال ۱۸۹۰ به دست آورد. به عنوان دانشجوی کارشناسی ارشد، به عنوان دستیار آزمایشگاه مشغول به کار شد و تا زمانی که در سال ۱۸۹۱ به دانشیار [معادل استادیار] ارتقا یافت، ادامه داد. در سال ۱۸۹۳ او دانشیار، و استاد فیزیک در سال ۱۸۹۸ شد. ایمز در سال ۱۸۹۹ به عضویت افتخاری مؤسسه سلطنتی بریتانیا انتخاب شد. پس از مرگ رولند در سال ۱۹۰۱، او به عنوان مدیر آزمایشگاه فیزیک منصوب شد. ایمز با انتشار چهار کتاب درسی، عضویت در هیئت تحریریه ژورنال اخترفیزیک و ماهنامه علمی هارپر، ایراد سخنرانی‌های هریس دانشگاه نورث وسترن در مورد «قانون اساسی ماده»، تألیف یک کتاب، مکانیک نظری، و برگزاری این دفتر به حوزه خود کمک کرد. رئیس انجمن فیزیک آمریکا، که او یکی از اعضای اصلی آن بود. تخصص او همچنین باعث شد که به ریاست کمیته خدمات خارجی شورای ملی تحقیقات، هدایت کار آموزشی اداره استانداردهای ایالات متحده، رهبری یک مأموریت علمی در زمان جنگ در فرانسه و ریاست کمیته اجرایی کمیته ملی مشاوره هوانوردی (NACA)، اداره پیشین اداره ملی هوانوردی و فضایی مشهور آمریکا یعنی ناسا(NASA). به عنوان یکی از اعضای هیئت علمی، ایمز یک معلم عالی در نظر گرفته می‌شد که می‌توانست اصول پیچیده فیزیک را با عباراتی که یک فرد غیرمتخصص می‌توانست توضیح دهد، توضیح دهد. در حالی که رولند به ارائه سخنرانی‌هایی که بیشتر از پاسخ‌های آنها سؤالات را برمی‌انگیخت، شهرت داشت، سخنرانی‌های ایمز تسلط بر موضوعی را نشان می‌داد که اغلب دانشجویان و همکاران دربارهٔ آن اظهارنظر مثبتی داشتند. ایمز هم به عنوان معلم و هم به عنوان مدیر از آزادی آکادمیک حمایت می‌کرد و با سوگندهای وفاداری که در بسیاری از ایالت‌ها از معلمان خواسته می‌شد مخالف بود.